# Dolychogyna chiliensis
Dolychogyna chiliensis là một loài ruồi trong họ Ruồi giả ong (Syrphidae). Loài này được Guerin-Meneville mô tả khoa học đầu tiên năm 1835. Dolychogyna chiliensis phân bố ở vùng Tân Nhiệt đới